# Divisionsturneringen 1972-73 (fodbold)
Divisionsturneringen 1972-73 var den første udgave af udgave af turneringen Divisionsturneringen i fodbold for herrer organiseret af Divisionsforeningen. Turneringen blev vundet af B 1909 for 1. gang.

De 24 klubber i Danmarksturneringens 1. og 2. division sæsonen 1971 blev inviteret til at deltage. B 1903, Frem og Hvidovre IF fra 1. division meldte fra.
Vinderne af 3. division øst og vest, Fremad Amager og Svendborg fB blev i stedet nye deltagere i turneringen.
 
B 1909 vandt i finalen over Næstved IF efter reglen om Golden goal. Dvs. i tilfælde af uafgjort efter 90 minutter, så vandt det hold, der scorede først i den forlængede spilletid. I finalen i 1973 blev B 1909 dermed det første hold, som vandt en fodboldkamp i Danmark på denne måde.

## Gruppespil
Vinderne af de fire grupper kvalificerede sig til semifinalerne

### Gruppe A
| Pos | Hold          | K | V | U | T | M+ | M- | MF | P | Kvalifikation eller nedrykning |
| --- | ------------- | - | - | - | - | -- | -- | -- | - | ------------------------------ |
| 1   | Holbæk        | 5 | 3 | 1 | 1 | 10 | 5  | +5 | 7 | Kvalifikation til Semifinale   |
| 2   | Køge BK       | 5 | 3 | 0 | 2 | 14 | 12 | +2 | 6 |                                |
| 3   | Fremad Amager | 5 | 3 | 0 | 2 | 15 | 16 | −1 | 6 |                                |
| 4   | KB            | 5 | 2 | 1 | 2 | 10 | 13 | −3 | 5 |                                |
| 5   | Brønshøj      | 5 | 2 | 0 | 3 | 11 | 11 | 0  | 4 |                                |
| 6   | AB            | 5 | 1 | 0 | 4 | 12 | 15 | −3 | 2 |                                |

### Gruppe B
| Pos | Hold         | K | V | U | T | M+ | M- | MF  | P | Kvalifikation eller nedrykning |
| --- | ------------ | - | - | - | - | -- | -- | --- | - | ------------------------------ |
| 1   | Næstved IF   | 4 | 3 | 0 | 1 | 14 | 7  | +7  | 6 | Kvalifikation til Semifinale   |
| 2   | OB           | 4 | 2 | 2 | 0 | 8  | 8  | 0   | 6 |                                |
| 3   | Slagelse     | 4 | 1 | 2 | 1 | 9  | 8  | +1  | 4 |                                |
| 4   | B 1901       | 4 | 1 | 1 | 2 | 16 | 12 | +4  | 3 |                                |
| 5   | Svendborg fB | 4 | 0 | 1 | 3 | 3  | 15 | −12 | 1 |                                |

### Gruppe C
| Pos | Hold       | K | V | U | T | M+ | M- | MF  | P | Kvalifikation eller nedrykning |
| --- | ---------- | - | - | - | - | -- | -- | --- | - | ------------------------------ |
| 1   | B 1909     | 5 | 4 | 0 | 1 | 18 | 8  | +10 | 8 | Kvalifikation til Semifinale   |
| 2   | Vejle      | 5 | 4 | 0 | 1 | 16 | 8  | +8  | 8 |                                |
| 3   | Esbjerg fB | 5 | 2 | 1 | 2 | 13 | 11 | +2  | 5 |                                |
| 4   | Horsens fS | 5 | 2 | 1 | 2 | 5  | 8  | −3  | 5 |                                |
| 5   | B 1913     | 5 | 2 | 0 | 3 | 8  | 13 | −5  | 4 |                                |
| 6   | Kolding IF | 5 | 0 | 0 | 5 | 3  | 15 | −12 | 0 |                                |

### Gruppe D
| Pos | Hold          | K | V | U | T | M+ | M- | MF  | P | Kvalifikation eller nedrykning |
| --- | ------------- | - | - | - | - | -- | -- | --- | - | ------------------------------ |
| 1   | AaB           | 5 | 3 | 1 | 1 | 14 | 9  | +5  | 7 | Kvalifikation til Semifinale   |
| 2   | Randers Freja | 5 | 3 | 1 | 1 | 14 | 10 | +4  | 7 |                                |
| 3   | AGF           | 5 | 3 | 1 | 1 | 12 | 9  | +3  | 7 |                                |
| 4   | Ikast fS      | 5 | 1 | 2 | 2 | 13 | 12 | +1  | 4 |                                |
| 5   | Silkeborg IF  | 5 | 1 | 1 | 3 | 6  | 9  | −3  | 3 |                                |
| 6   | Fuglebakken   | 5 | 1 | 0 | 4 | 8  | 18 | −10 | 2 |                                |

## Semifinaler
| 12. november 1972 |

| Holbæk                                      | 2 - 3   | B 1909                                      |
| ------------------------------------------- | ------- | ------------------------------------------- |
| Niels Tune Hansen 13' · Per Svenningsen 68' | (1 - 2) | Keld Andersen 32' 50' · Torben Hansen 40' · |

| Holbæk Stadion, Holbæk Tilskuere: 1.500 |

| 19. november 1972 |

| Næstved IF                           | 3 - 0   | AaB |
| ------------------------------------ | ------- | --- |
| Benny Nielsen 37' 89' · Keld Bak 50' | (1 - 0) |     |

| Næstved Stadion, Næstved Tilskuere: 1.200 |

## Finale
| 7. juni 1973 |

| B 1909                                                              | 3 - 2 (e.f.s.) | Næstved IF                            |
| ------------------------------------------------------------------- | -------------- | ------------------------------------- |
| Bjørn Andersen 42' · Jørgen Andersen 49' · Søren Steensen 110' (GG) |                | Kurt Ottosen 22' · Gert Clausen 87' · |

| Odense Stadion, Odense Tilskuere: 2.200 |